# Палуж
Па́луж или Па́лужь (бел. Па́луж) — река в Краснопольском районе Могилёвской области Белоруссии и в Брянской области России, правый приток реки Беседь.

## География
Длина — 46 км, из них 30 км на территории Белоруссии. Расход воды — 1,5 м³/с. Средний наклон водной поверхности — 0,9 м/км. Площадь водосборного бассейна — 343 км².
Исток расположен приблизительно в 3 км к юго-западу от упразднённой деревни Дубровка Костюковичского района. Река протекает через южную часть Оршанско-Могилёвской равнины. Устье находится в 2 км к юго-востоку от деревни Палужская Рудня Красногорского района Брянской области.
Долина выраженная, трапециевидная, шириной от 0,3 до 2,5 км. Пойма прерывистая, местами чередующаяся, заболоченная. Берега крутые, в нижнем течении обрывистые.
Русло в верховье на протяжении 6,4 км спрямлено, на остальном протяжении извилистое.
Наиболее крупные притоки — Горенка, Куряковка, Свиница.